# Aobh

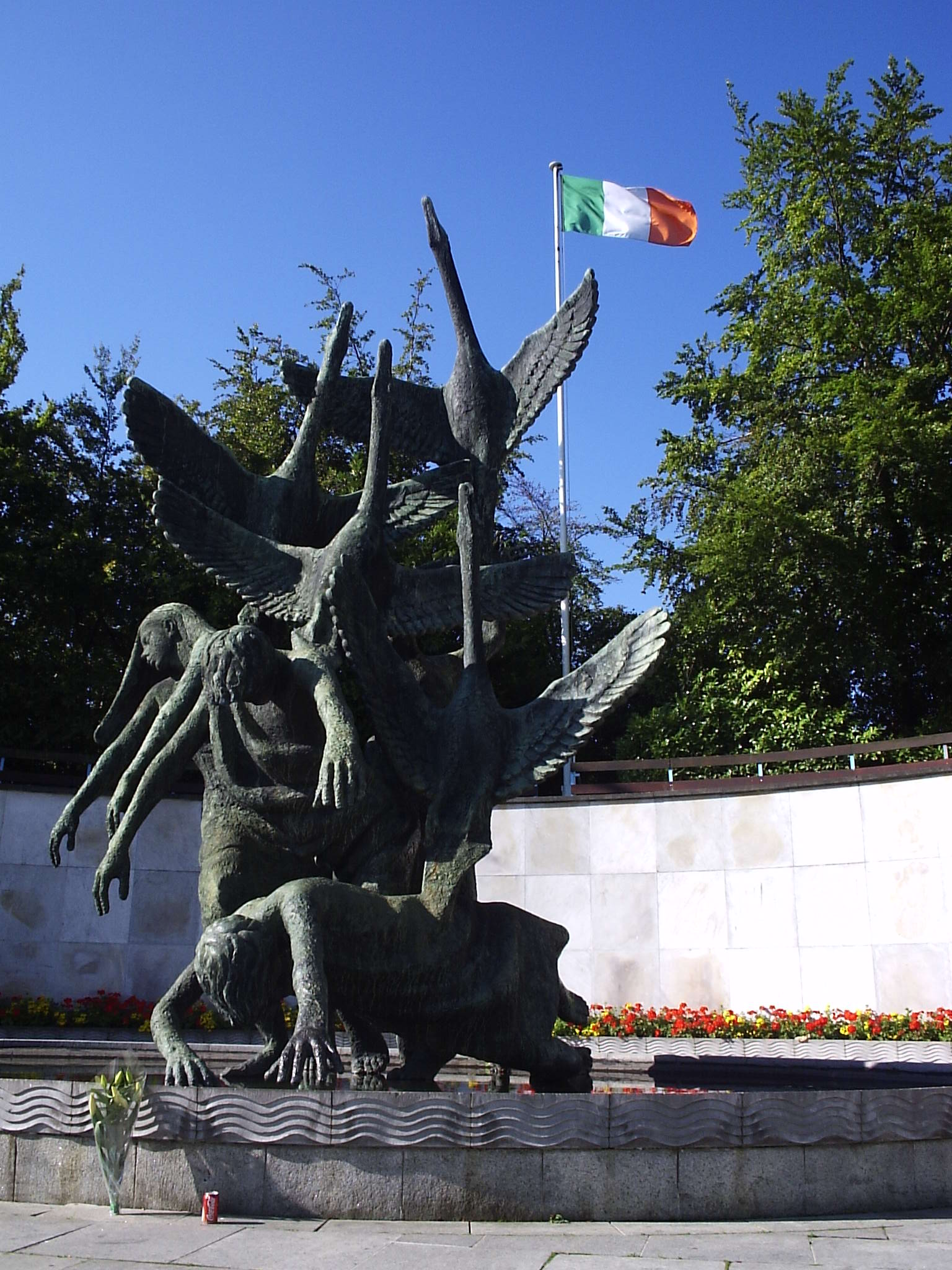
Die Kinder Lirs – Skulptur im Garden of Remembrance in Dublin von Oisin Kelly

Aobh ist eine weibliche Sagengestalt aus der keltischen Mythologie Irlands.

## Mythologie
Sie ist die Tochter Bodb Deargs und die Gattin Lirs, des Königs der Túatha Dé Danann. Nachdem sie ihm zweimal Zwillinge geboren hat, stirbt sie im Kindbett. Ihre Kinder, Fionnuala, Aed, Fiachra und Conn, sollen nach dem Willen ihrer Schwester Aoife, der zweiten Gemahlin Lirs, getötet werden, stattdessen verwandelt sie eine mitleidige Dienerin in Schwäne. Nach einer anderen Version soll Aoife, von Reue gepackt, die Kinder selbst verwandelt haben. Diese Erzählung ist als Oidheadh Chlainne Lir („Die Geschichte der Kinder Lirs“) überliefert.
In einer anderen Version heiratet sie Manannan mac Lir, den Sohn Lirs.